# Col des Pradeaux
De Col des Pradeaux is een bergpas in het zuiden van de Monts du Forez (deel van het Franse Centraal Massief). De pasweg, de D996, kruist de Monts du Forez van west naar oost. De weg vormt een meer directe verbinding tussen Ambert en Saint-Anthème dan de weg over de Col des Supeyres die meer noordelijk ligt en hoger is. De pasweg vormt een belangrijke verbinding tussen de valleien van de Ance en die van de Dore en is al gekend sinds de Merovingische tijd.